# Vodňany
Vodňany (tjekkisk udtale: [ˈvodɲanɪ] ; tysk: Wodnian) er en by i distriktet Strakonice i regionen Sydbøhmen i Tjekkiet  med omkring 7.400 indbyggere. Den historiske bykerne er velbevaret og er beskyttet ved lov som en bymonumentzone. Landsbyen Křtětice i Vodňany er beskyttet som en landsbymonumentzone.
Vodňany består af bydelene Vodňany I og Vodňany II og landsbyerne Čavyně, Hvožďany, Křtětice, Pražák, Radčice, Újezd og Vodňanské Svobodné Hory.

## Geografi
Vodňany ligger omkring 23 km  sydøst for Strakonice og 28 km  nordvest for České Budějovice. Det ligger hovedsageligt  i České Budějovice-bassinet. En lille vestlig del af kommunens område strækker sig ind i  forbjergene til Bøhmerwald og omfatter det højeste punkt i Vodňany, bakken Svobodná hora på 640 m over havets overflade.
Byen ligger på højre bred af Blanice-floden. Området er rigt på dambrug.

## Historie
Vodňany var oprindeligt en slavisk bosættelse, der gradvist blev omdannet til en købstad. Dens typiske koloniseringsgrundplan, med et regulært netværk af gader og et stort regulært torv, vidner om dens oprindelse under kong Ottokar 2.s regeringstid. Den første skriftlige omtale af Vodňany er fra 1336, hvor den fik byrettigheder af kong Johannes af Bøhmen. I 1400 blev Vodňany omtalt som en kongeby.
I århundreder tjente byen på den gamle handelsrute og opkrævning af told. Oprindeligt var der også planlagt udvinding af ædelmetaller, men den blev aldrig færdigudviklet, og byens orientering mod dambrug blev meget mere rentabel. Siden anden halvdel af 1400-tallet har byen etableret damme, som stadig er et karakteristisk træk ved landskabet.

## Uddannelse og videnskab
I 1920 blev en fiskeskole grundlagt i Vodňany og eksisterer stadig. I 1996 blev en erhvervsskole for fiskeri, vandhåndtering og økologi grundlagt af gymnasiet.
I 1953 blev Forskningsinstituttet for Fiskekultur og Hydrobiologi grundlagt i byen. I 2009 blev instituttet en del af fakultetet for fiskeri og beskyttelse af farvande ved Sydbøhmens Universitet i   České Budějovice.

## Seværdigheder
Den mest bemærkelsesværdige bygning i Vodňany og bytorvets vigtigste vartegn er Jomfru Marias fødselskirke. Kirkens eksistens blev nævnt allerede i 1317. I 1894-1897 blev det ombygget til sin nuværende nygotiske form. Den anden kirke i byen er Johannes Døberens kirke.
Der er stadig rester af byens befæstning fra første halvdel af 1400-tallet, repræsenteret ved bymure med firkantede bastioner.
I den tidligere synagoge er der et museum med udstillinger om fiskeriets historie i byen.